# Anoplostoma hirtum
Anoplostoma hirtum är en rundmaskart som beskrevs av Grelach 1956. Anoplostoma hirtum ingår i släktet Anoplostoma och familjen Anoplostomatidae. Inga underarter finns listade i Catalogue of Life.